# Wijnbouw in Slovenië

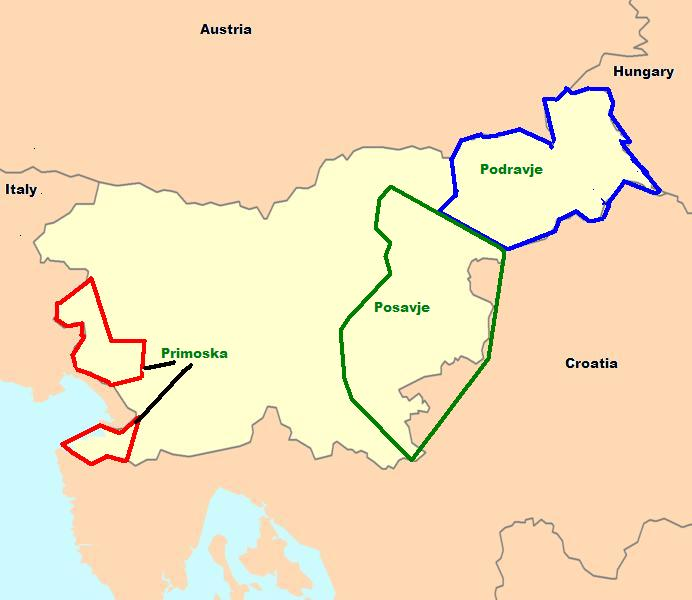
Wijnbouwregio's in Slovenië

De Wijnbouw in Slovenië heeft zich na de val van Joegoslavië in razend snel tempo ontwikkeld tot een van de kwaliteitsrijke  wijnbouwgebieden van Zuidoost-Europa. De wijnbouw in Slovenië is verdeeld in drie grote regio's: Primorska in het gebied aan de Adriatische zee, Podravje in het rivierdal van de Drau en Podsavje in het dal van de Sava.
Het land heeft in totaal ongeveer zo'n 24.200 hectare aan wijngaarden. Op deze wijngaarden wordt voor 75% witte wijn en voor 25% rode wijn verbouwd.

## Afbeeldingen

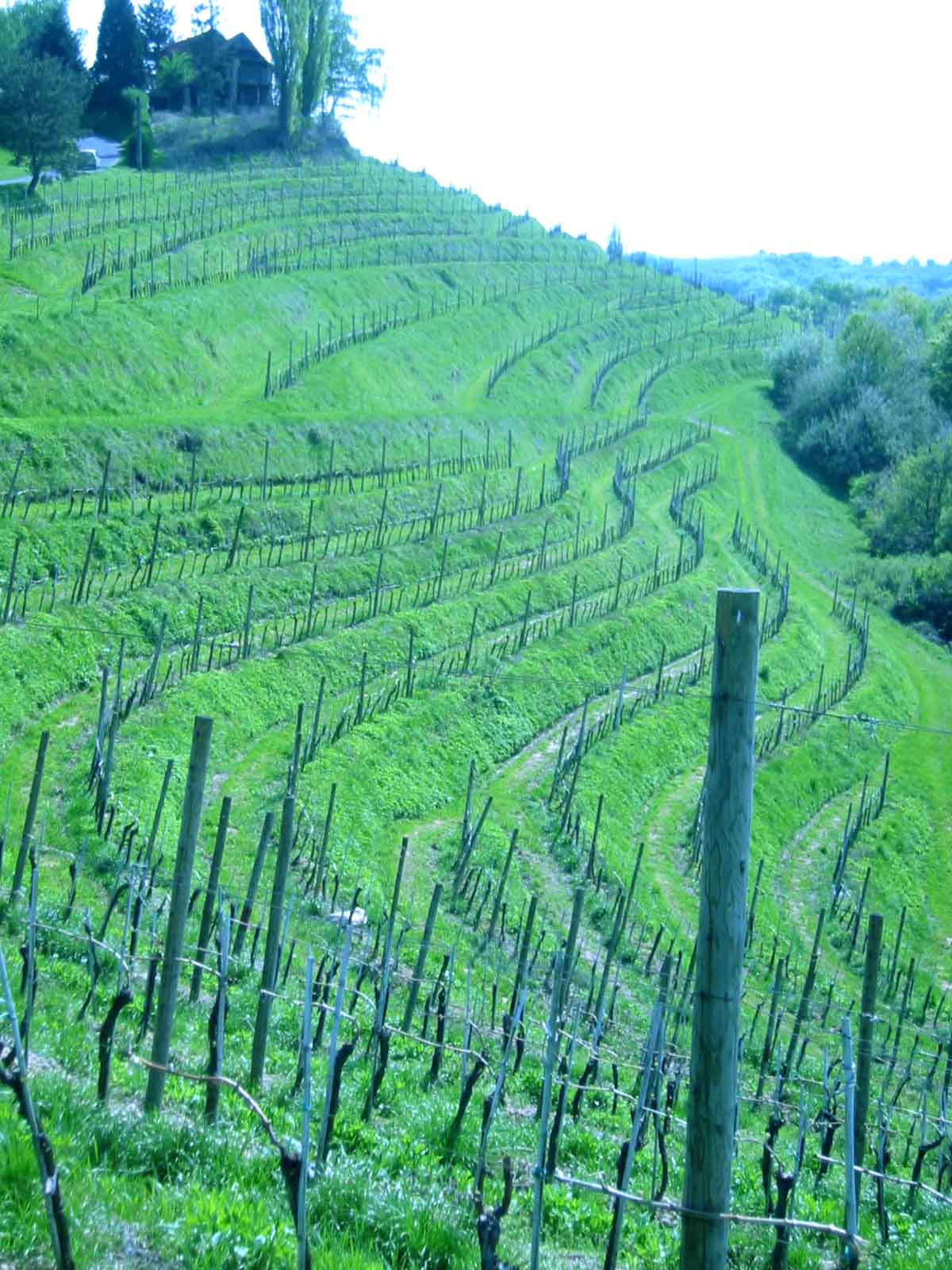
Wijnbouw op terrassen, nabij het Sloveense dorp Jeruzalem
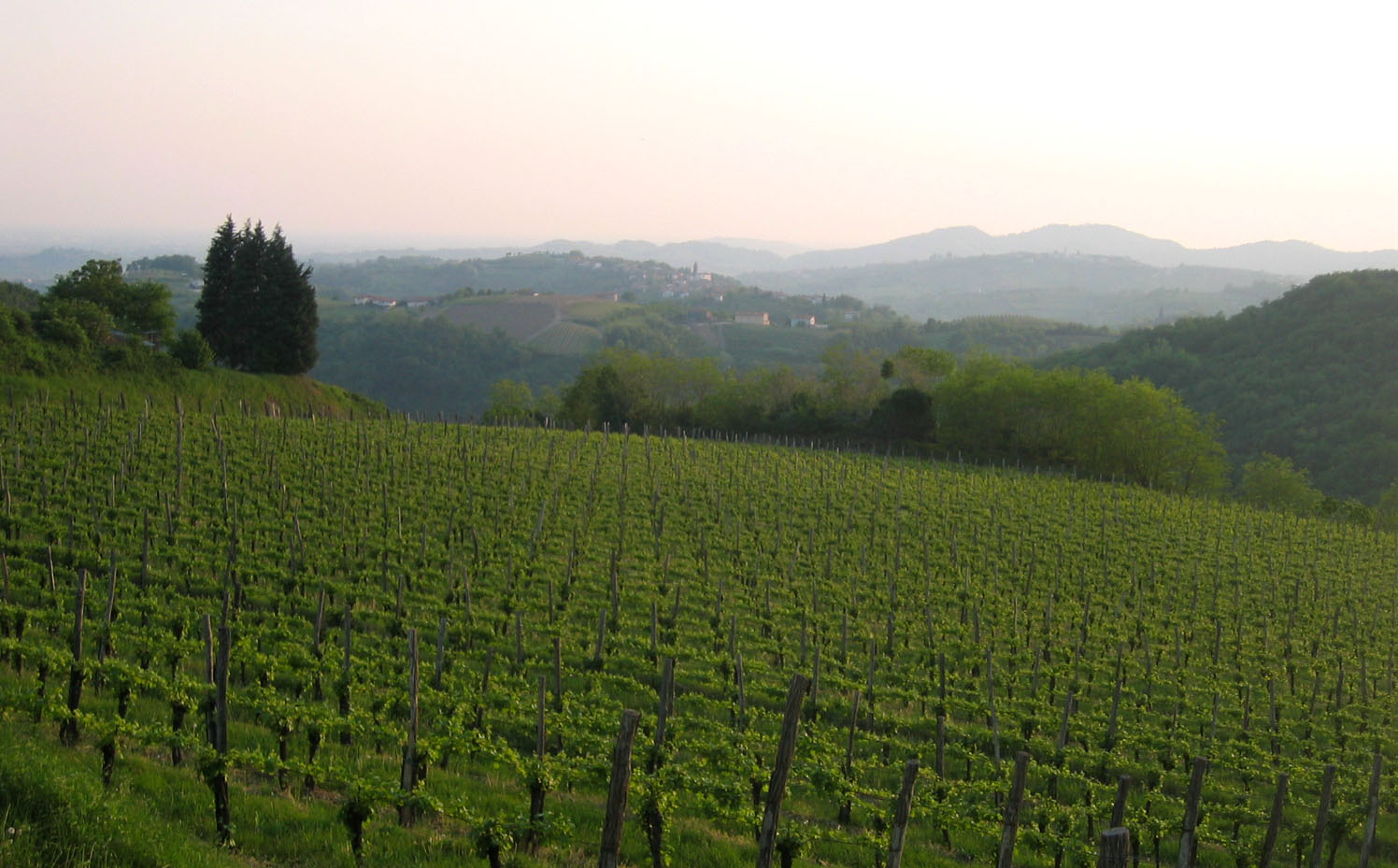
Wijnbouw in de Sloveense heuvels nabij Goriška Brda
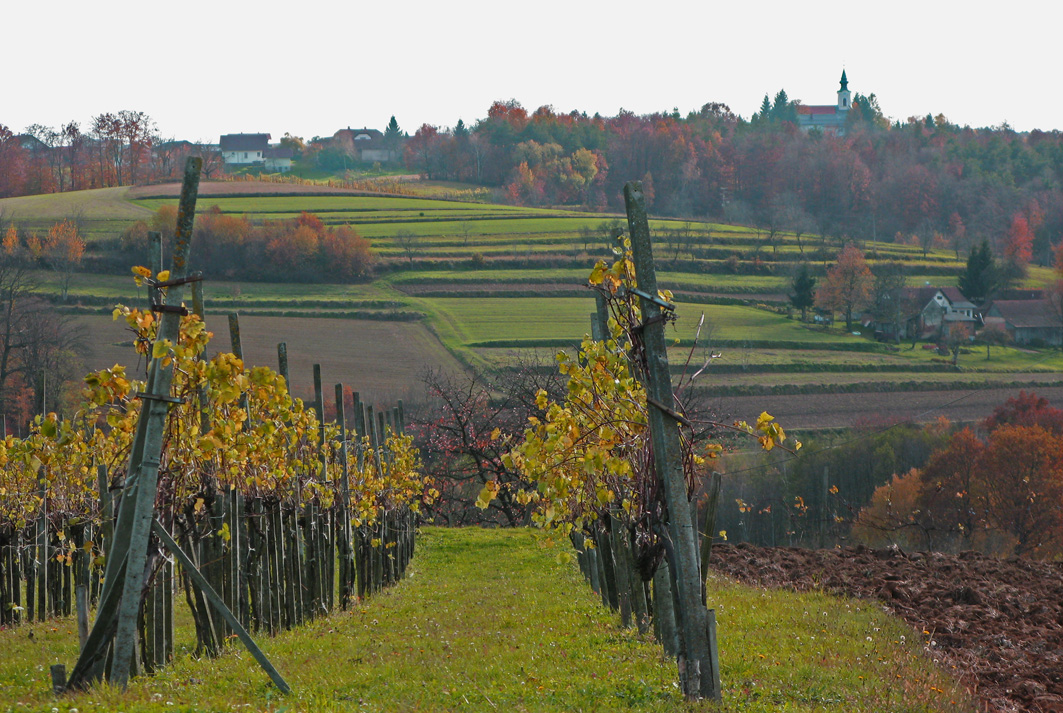
Wijnbouw in de Sloveense Mark in de regio Podravje